# Agathidium rumsfeldi
Agathidium rumsfeldi  (лат.) — вид жуков семейства лейодиды (Leiodidae).

## Распространение
Мексика: Hidalgo, Oaxaca (5200-9200 ft).

## Общие сведения
Мелкие жуки (2,73—3,03 мм). Голова, пронотум и надкрылья красные, усики и конечности желтые.

## Этимология
Энтомологи Келли Миллер (Kelly Miller) и Квентин Уилер (Quentin Wheeler) в 2005 году назвали этот новый вид в честь действующего тогда Министра обороны США Дональда Рамсфелда.